# روث ويليام أوليفر
روث ويليام أوليفر (بالإنجليزية: Ruth Hale Oliver)‏ هي كاتِبة وصحفية أمريكية، ولدت في 16 أبريل 1910 في فيلادلفيا في الولايات المتحدة، وتوفيت في 3 أكتوبر 1988 بسبب مرض.

## وصلات خارجية
- روث ويليام أوليفر على موقع IMDb (الإنجليزية)
- روث ويليام أوليفر على موقع قاعدة بيانات الفيلم (الإنجليزية)